# Philadelphus austromexicanus
Philadelphus austromexicanus är en hortensiaväxtart som beskrevs av Shiu Ying Hu. Philadelphus austromexicanus ingår i släktet schersminer, och familjen hortensiaväxter. Inga underarter finns listade i Catalogue of Life.